# 19287 Paronelli
19287 Paronelli (1996 DH1) là một tiểu hành tinh vành đai chính được phát hiện ngày 22 tháng 2 năm 1996 bởi M. Cavagna và A. Testa ở Sormano.